# Cléber Eduardo Arado
Cléber Eduardo Arado   (São José do Rio Preto, 11 d'octubre de 1972 - Curitiba, 2 de gener de 2021) fou un futbolista brasiler, que ocupava la posició de migcampista i davanter.

## Carrera
Comença a destacar al Mogi-Mirim a mitjans de la dècada dels 90. El 1997 marxa al Japó, per militar al Kyoto Sanga. Retorna per jugar sis mesos amb el CA Paranaense i el gener de 1998 torna a l'estranger, al CP Mérida de la lliga espanyola.
L'estiu de 1998, de nou al Brasil, s'incorpora al Coritiba, on roman any i mig, tot fitxant per la Portuguesa, on juga l'any 2000 i el 2002. Enmig, passa una campanya al Guaraní. Finalment, Cléber Arado es retira en el 2006.